# 가비 (축구 선수)
파블로 마르틴 파에스 가비라(스페인어: Pablo Martín Páez Gavira, 2004년 8월 5일 ~ )는 가비(Gavi)라는 이름으로 잘 알려진 스페인의 축구 선수로 현재 FC 바르셀로나에서 미드필더로 뛰고 있다.

## 수상

### 바르셀로나
- 라리가 : 2022-23
- 수페르코파 데 에스파냐 : 2022-23

### 스페인
- UEFA 네이션스리그 : 2022-23

### 개인
- 골든 보이 : 2022
- 코파 트로피 : 2022